# The Four Admirals
The Four Admirals, auch Die Admirals, Four Admirals oder Three Admirals, waren eine Gesangsgruppe aus den Vereinigten Staaten, die aus den vier Mitgliedern Norman Bartlett (Bariton), Blake Dorn, Eddie Lee sowie Joe Lee (Tenor) bestand und von 1928 bis 1932 in Deutschland, insbesondere in Berlin auftrat.

## Wirken
The Four Admirals nahmen am 28. Januar 1927 bei Victor in Camden die Schallplatte No foolin’ auf. Möglicherweise wechselte die Zusammensetzung, denn im März werden neben Norman Bartlett als Mitglieder für den Film The Admirals “A Naval Quartet” Jack Armstrong, Henry Durrett und Jack Keyes angegeben.
Im Mai 1927 nahmen sie bei Columbia Records in New York die Lieder Voom Voom und I’ll always remember you auf, diese Einspielungen wurden jedoch nicht veröffentlicht. Sie waren Ende 1927 in London, wo sie zwischen Oktober 1927 und Juni 1928 bei Edison Bell weitere Probeaufnahmen hatten. Die ersten Veröffentlichungen mit den Titeln Voom Voom, Hello Swanee und Gonna get a girl erschienen 1928 unter anderem auch in Deutschland, wo sie ergänzt um den Titel I’m in love again in Berlin aufgenommen wurden. 
Danach waren die Admirals vier Jahre lang in Deutschland tätig und wurden zumeist für Studioaufnahmen oder beim Film engagiert. Sie erhielten einen Plattenvertrag bei dem Unternehmen Tri-Ergon und waren in musikalischen Kurzfilmen der Filmgesellschaft Lignose Hörfilm System Breusing zu sehen. Es entstanden für die Deutsche Grammophon-Gesellschaft Aufnahmen mit den Orchestern Ben Berlin und Paul Godwin, Gesangsstücke mit dem Orchester von Julian Fuhs, oder Aufnahmen gemeinsam mit Dajos Béla, Paul Abraham oder Sam Baskini, sowie mit Ilja Livschakoff und seinem Orchester. Bekannt wurde unter anderem das Lied Wenn die Elisabeth nicht so schöne Beine hätt’ in unterschiedlichen Fassungen mit Leo Monosson und weitere Titel. Sie waren zudem auf einigen Berliner Bühnen zu sehen, so unter anderen als Begleitband für die Musikrevue Es liegt in der Luft. Sie waren bei der Uraufführung von Kurt Weills Aufstieg und Fall der Stadt Mahagonny in Leipzig gemeinsam mit Lotte Lenya bei Alabama Song als „Three Admirals“ zu hören.
Mitte des Jahres 1932 verließ die Gruppe Deutschland wieder, um Anfang September 1932 erste Aufnahmen in London zu machen und anschließend in die Vereinigten Staaten zurückzukehren. Dort wirkten sie unter anderem 1935 in dem Musical Anything Goes von Cole Porter mit. Zu hören in den Titeln I Get A Kick Out Of You und All Through The Night / Blow, Gabriel, Blow.
In einem kurzen deutschen Tonfilm wirkten sie 1928 ebenfalls mit. Es gab weitere Aufnahmen. Sie waren auch Mitwirkende bei der Aufnahme Großes Potpourri aus der Operette „Die Blume von Hawai“.

## Mitwirkung (Auswahl)
- 2. Mai 1927: Voom voom Gesang mit Ukulele und Pianobegleitung[5]
- Sommer 1927: The Ambassadeurs Show 1927 (Edmund Sayag – Jazz Age Club), als Musiker, Sänger und Tänzer[6]
- 1928/1929: My Love Parade / Dream Lover aus dem Film Liebesparade (The Love Parade), hier als Three Admirals, Eddie Lee und Joe Lee (Tenor), Noman Bartlett (Bariton) mit Ben Berlin und Orchester[7]
- 1930: Wochenend und Sonnenschein (Happy Days Are Here Again) auf dem Album Die goldene Aera deutscher Tanzorchester (mit Leo Frank und Dajos Béla und seinem Tanzorchester)
- 1930: Wenn die Elisabeth … aus dem Lustspiel Die Wunder-Bar (Paul Godwin, Robert Katscher)
- 14. November und 1. Dezember 1930: Viktoria und ihr Husar (Emmerich Kálmán, Paul Abraham) Potpourri[8]
- 30. September 1931: Die Blume von Hawaii (Paul Abraham) – Großes Potpourri[8]
- 1931: Ich hab’ne alte Tante aus dem Film Die Privatsekretärin (Paul Abraham, Gesang mit Max Mensing)
- 1935: Blow, Gabriel, Blow aus dem Musical Anything Goes (mit Jeanne Aubert)